# Stanislav Vartovník
Stanislav Vartovník (Poprad, 23 febbraio 1978) è un ex pallavolista slovacco.